# Лесюёр, Шарль Александр
Шарль Александр Лесюёр (фр. Charles-Alexandre Lesueur, 1778—1846) — французский естествоиспытатель, путешественник и художник.

## Биография
Самоучка Шарль Александр Лесюёр сопровождал Николя Бодена (1754—1803) в 1801 году в его экспедиции по измерению побережья Австралии.
Вместе с Франсуа Пероном (1775—1810) он принял участие в естественнонаучной экспедиции. Вместе они собрали более 100 000 зоологических образцов, внеся тем самым значительный вклад в исследование австралийской фауны и принеся успех экспедиции Бодена.
С 1815 по 1837 годы Лесюёр жил в США, сначала в Филадельфии, где он стал одним из учредителей Академии естественных наук, а с 1826 по 1837 годы в Нью Хармони, Индиана. Вернулся во Францию в 1837 году, с 1845 года работал куратором в Музее естественной истории в Гавре.
В честь Лесюёра названа гора и Национальный парк Лесюёра в Западной Австралии севернее Перта.

## Публикации
Peron et Lesueur, «Tableau des caractères genériques et spécifiques de toutes les espèces de Méduses etc.», П. 1809 г.